# Heckengelände im Gewand Kaltenberg
Das Heckengelände im Gewand Kaltenberg ist ein vom Landratsamt Rottweil am 1. Februar 1953 durch Verordnung ausgewiesenes Landschaftsschutzgebiet auf dem Gebiet der Gemeinde Dunningen.

## Lage
Das Landschaftsschutzgebiet Heckengelände im Gewand Kaltenberg liegt etwa 1,6 km östlich von Dunningen und ca. 800 Meter nordwestlich des Rottweiler Stadtteils Hochwald an der Bundesstraße 462 unmittelbar an der Gemeindegrenze zu Bösingen. Es gehört zum Naturraum Obere Gäue.
Geologisch liegt das Gebiet an der Grenze des Plattenkalks der Meißner-Formation und des Trigonodusdolomits der Rottweil-Formation im Oberen Muschelkalk.

## Landschaftscharakter
Das Landschaftsschutzgebiet umfasst eine durch einige Feldhecken gegliederte und ansonsten von Äckern dominierte Landschaft.